# Urena lobata
Urena lobata, urena, također nazvana aramina ili kongoanska juta, biljka iz porodice Malvaceae; njezino vlakno spada u skupinu likovih vlakana (floemska vlakna). Biljka, vjerojatno porijeklom iz Starog svijeta, raste samoniklo u tropskim i suptropskim područjima diljem svijeta.
Urena se dugo koristila zbog svojih vlakana u Brazilu, ali sporo je stjecala važnost kao uzgojena vlaknasta kultura i još uvijek se u nekim zemljama smatra problematičnim korovom. Komercijalni uzgoj biljke započeo je u Belgijskom Kongu 1920-ih i u središnjoj Africi 1930-ih.
Biljka, zeljasta trajnica, obično je razgranata u divljem stanju i naraste oko 1 do 2 metra (3 do 7 stopa) visoko. Kultivirane biljke, gusto posijane, dosežu visinu od 3 do 4,5 metara (10 do 15 stopa), s granama i lišćem uglavnom koncentriranim pri vrhu. Listovi variraju u veličini i obliku, ali su obično pomalo okrugli, s 3 do 7 režnjeva i nazubljenim rubovima. Cvjetovi, koji rastu pojedinačno u pazušcu lista, imaju pet latica koje su obično ružičaste boje. Male sjemenke imaju kukičaste dodatke i proizvode ih u najvećim količinama nekultivirane biljke.
Urena najbolje raste u vrućim, vlažnim klimama, s izravnom sunčevom svjetlošću i bogatim, dobro dreniranim tlom. Nalazi se samonikla u tropskim i umjerenim zonama Sjeverne i Južne Amerike te u Aziji, Indoneziji, Filipinima i Africi. Kultivirani usjevi, koji se obično uzgajaju kao jednogodišnje biljke, nalaze se uglavnom u bazenu Konga i središnjoj Africi, s manjim zasadima u Brazilu, Indiji i Madagaskaru. Žetvom kada su biljke u punom cvatu dobiva se vlakno visoke kvalitete. Stabljike biljaka režu se ručno, iznad baze drvenaste biljke. Nakon što se stabljike podvrgnu postupku namakanja, vlakna se uklanjaju ručno.
Urena vlakna su sjajna i kremasto bijele ili blijedožute boje. Vlaknaste niti duge su oko 1 metar (3,3 stope). Urena vlakno je fino, mekano i savitljivo te se lako boji. Upotrebljava se poput jute, kojoj nalikuje izgledom i čvrstoćom, od urene se izrađuju užad, vreća (hessian), tkanine za vreće i materijali za tepihe, a često se miješa s jutom ili drugim vlaknima.
Ime urena očito potječe od imena danog biljci na indijskoj obali Malabar.
- U. lobata
- U. lobata
- U. lobata
- U. lobata, plod